# Blue (группа)
Blue — британский бой-бэнд, образованный в 2000 году Дунканом Джеймсом, Ли Райаном, Саймоном Уэббом и Энтони Коста. В 2002 году возглавляли британские чарты с перепевкой классической композиции Элтона Джона «Sorry Seems to Be the Hardest Word», причём сам музыкант выступил в качестве пятого участника группы. В 2005 году все участники группы занимались сольными проектами и не записывались вместе. В 2009 году группа воссоединилась. В 2011 году были назначены представителями Великобритании на конкурсе песни Евровидение в Дюссельдорфе, и заняли 11 место.

## История

### 2000—2003:All Rise,One Loveи спор о названии Blue
Группа выпустила свой дебютный сингл «All Rise» в мае 2001 года, который достиг четвёртой строчки по версии UK Singles Chart. Их последующий сингл «Too Close» был выпущен в августе 2001 года, и достиг пика в UK Singles Chart . Они начали своё восхождение к славе в Ноябре, после выпуска второго сингла, который занял первое место в UK Singles Chart — «If You Come Back» Альбом All Rise был выпущен к рождеству и был рекордным по числу продаж в Великобритании — более 1,8 млн копий альбома. Последний сингл с альбома All Rise — Fly By II занял шестую строчку чарта UK Singles Chart в марте 2002 года. Свой второй студийный альбом One Love группа выпустила в октябре 2002 года, который стартовал со строчки № 1 в UK Albums Chart и с числом продаж более 150 тысяч экземпляров. Три сингла выпущенных из этого альбома заняли определённые места в чартах, сингл One Love занял 3 место, «Sorry Seems to Be the Hardest Word» исполнившие его вместе Элтоном Джоном, занял призовое 1 место, а сингл «U Make Me Wanna» 4 место. Песня «Supersexual» была издана в некоторых частях Южной Америки и Испании, в целях продвижения группы в этих регионах. В июне 2003 года, Хью и Дэвид Николсон, из шотландской рок-группы Blue 1970-х годов, подали исковое заявление на более молодых Blue в суд. Дело рассматривалось в Верховном Суде Великобритании, и основанием для разбирательства в суде была защита об авторском праве на название Blue. Обе группы пришли к консенсусу и договорились о том, что обе группы могут коммерчески использовать название «Blue».

### 2003-05:Guilty,Best of Blueи распад группы
Их третий студийный альбом Guilty был выпущен осенью 2003 и стартовал со строчки № 2 в UK Albums Chart и за первую неделю релиза был распродан в 100 000 копий. Альбом породил четыре сингла, в том числе заглавный трек, «Guilty», который занял 2 место, «Signed, Sealed, Delivered, I’m Yours», с вокалом Стива Уандера и Энджи Стоуна, сингл достиг только 11 места, «Breathe Easy», занявший 4 место, и «Bubblin'», занявший 9 место. Альбом был распродан более 1 миллиона копий только в одной Великобритании. Песня «Present» была выпущена в поддержку нового альбома в Японии. в 2004 году группа приняла решение о распаде, когда Элтон Джон публично предположил, что популярность Blue сокращается, и они должны сосредоточиться на сольных проектах. Как таковой, «Best of Blue», представлявший собой сборник лучших хитов, был выпущен в ноябре 2004 года. Альбом породил синглы «Curtain Falls», который занял 4 место в Великобритании, «Get Down on It» и «Only Words I Know», который занял 2 место во Франции и Италии. Альбом занял 2 место в UK Albums Chart и был награждён дважды платиновым сертификатом. После распада и выпуска «Best of Blue», участниками группы Саймоном Уэббом и Энтони Коста было принято решение создать группу b-sides, которая создавала ремиксы группы Blue и ранее не издававшийся материал. Альбом также включает в себя три трека, ранее издававшийся только в Японии: «The Gift», «it’s Alright» и «Elements». При создании альбома также работал бывший член группы Данкан Джеймс дебютный сольный сингл «I Believe My Heart». На буклете альбома указывалось, что это концертная версия песни «Lonely This Christmas», которая имела седьмое место в трек-листе альбома, однако, песня была удалена из трек-листа по неизвестным причинам. Альбом, выпущенный в июле 2005 года, был доступен в нескольких европейских странах, а также в Японии, Таиланде и Китае, однако потерпел коммерческое фиаско, во всех чартах. Альбом не был выпущен в Великобритании, несмотря на то, что копии были широко доступны.

## Дискография
- 2001 — All Rise[англ.]
- 2002 — One Love[англ.]
- 2003 — Guilty[англ.]
- 2013 — Roulette[англ.]
- 2015 — Colours[англ.]